# Sergei Nikolajewitsch Nowizki
Sergei Nikolajewitsch Nowizki (russisch Сергей Николаевич Новицкий; * 16. Mai 1981 in Moskau, Sowjetunion) ist ein ehemaliger russischer Eiskunstläufer, der im Eistanz startete.
Nowizki begann im Jahr 1986 mit dem Eiskunstlauf. Da er aber lediglich Zweifachsprünge stehen konnte, wechselte er im Alter von 13 Jahren zum Eistanz.

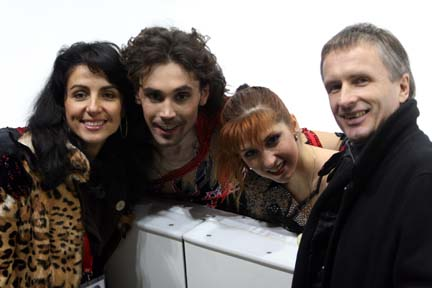
Nowizki und Chochlowa mit ihren Trainern Alexander Swinin und Irina Schuk

Seine ersten Eistanzpartnerinnen waren Oksana Gontscharenko und Natalja Lepetjucha. Ab Oktober 2001 wurde Jana Chochlowa seine Partnerin. Das Eistanzpaar trainierte zunächst bei Larissa Filina und ab 2003 beim Trainerehepaar Alexander Swinin und Irina Schuk.
Im Jahr 2006 debütierten Chochlowa und Nowizki bei Olympischen Spielen, Welt- und Europameisterschaften. 2008 wurden sie erstmals russische Meister und gewannen mit jeweils Bronze ihre ersten Medaillen bei Welt- und Europameisterschaften. 2009 verteidigten sie ihren nationalen Meistertitel und wurden in Helsinki Europameister. Bei der Weltmeisterschaft reichte es lediglich zum sechsten Platz. Im Jahr darauf gewannen Chochlowa und Nowizki mit Bronze bei der Europameisterschaft ihre letzte Medaille. Die Olympischen Spiele in Vancouver beendeten sie auf dem neunten Platz. Bei der Weltmeisterschaft mussten sie aufgrund einer Verletzung Nowizkis aufgeben. Es war ihr letzter Wettbewerb. Nowizki hatte sich 2006 bei einem Autounfall verletzt und nie richtig davon erholt. Als es ihm nicht mehr möglich war, ausreichend intensiv zu trainieren, erklärte er im April 2010 seinen Rücktritt vom Wettkampfsport.

## Ergebnisse

### Eistanz

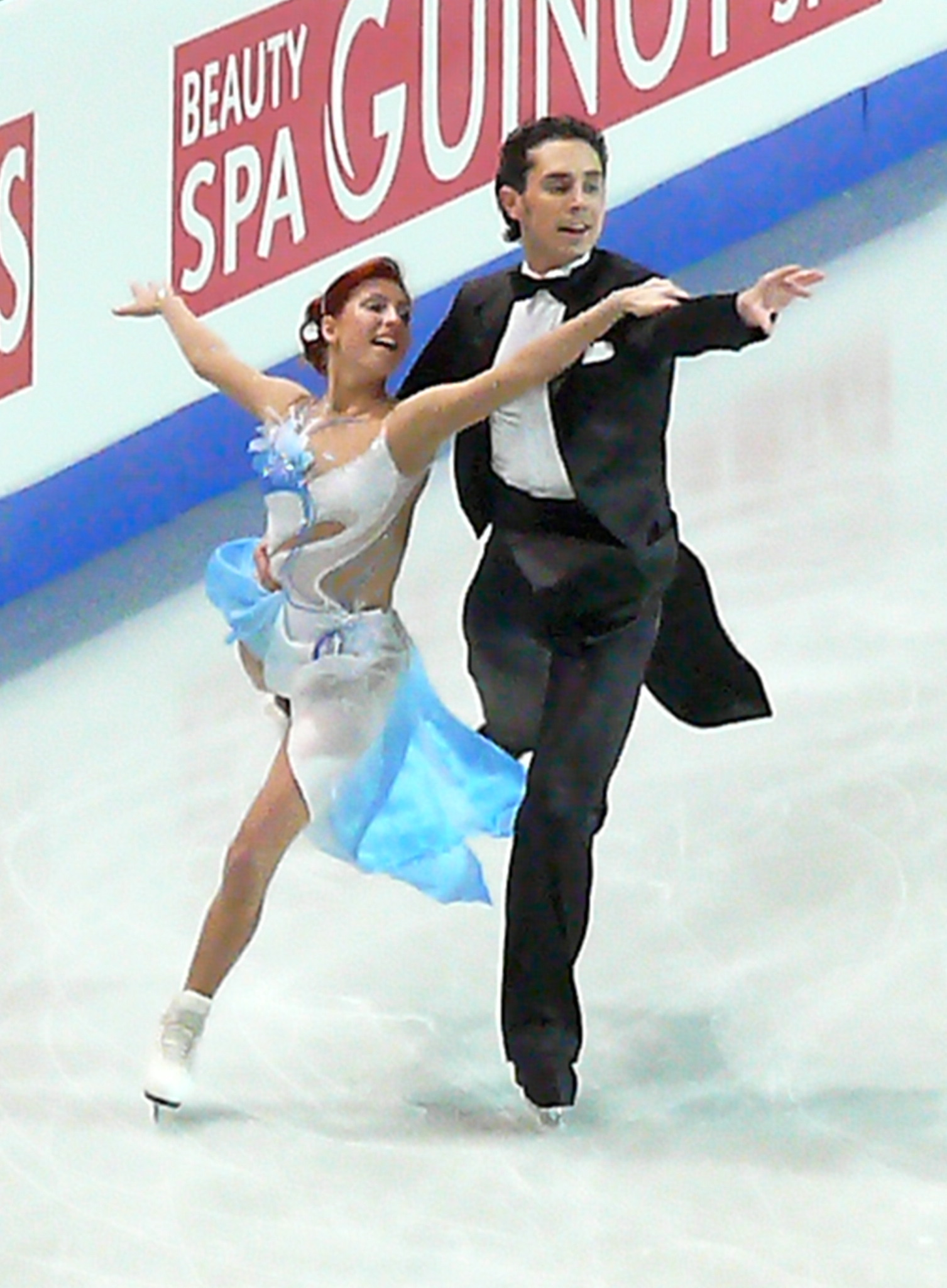
Nowitzki und Chochlowa bei der EM 2007 in Warschau

(mit Jana Chochlowa)
| Wettbewerb / Jahr              | 2002  | 2003  | 2004  | 2005  | 2006  | 2007  | 2008  | 2009  | 2010  |
| ------------------------------ | ----- | ----- | ----- | ----- | ----- | ----- | ----- | ----- | ----- |
| Olympische Winterspiele        |       |       |       |       | 12.   |       |       |       | 9.    |
| Weltmeisterschaften            |       |       |       |       | 12.   | 8.    | 3.    | 6.    | Z     |
| Europameisterschaften          |       |       |       |       | 10.   | 4.    | 3.    | 1.    | 3.    |
| Russische Meisterschaften      | 7.    | 5.    | 4.    | 3.    | 3.    | 2.    | 1.    | 1.    |       |
| –                              |       |       |       |       |       |       |       |       |       |
| Grand-Prix-Wettbewerb / Saison | 01/02 | 02/03 | 03/04 | 04/05 | 05/06 | 06/07 | 07/08 | 08/09 | 09/10 |
| Grand-Prix-Finale              |       |       |       |       |       | 5.    | 5.    | Z     |       |
| Skate America                  |       |       |       |       |       |       |       |       | 4.    |
| Skate Canada                   |       |       |       | 6.    |       |       |       |       |       |
| Cup of Russia                  |       |       |       | 7.    |       |       |       | 1.    |       |
| Trophée Eric Bompard           |       |       |       |       | 6.    |       | 2.    |       |       |
| NHK Trophy                     |       |       | 6.    |       | 4.    | 2.    | 3.    |       |       |
| Cup of China                   |       |       |       |       |       | 3.    |       | 3.    | 2.    |

- Z = Zurückgezogen